# Козник (Ораховац)
Козник (алб. Kasnik) је насеље у општини Ораховац на Косову и Метохији. Атар насеља се налази на територији катастарске општине Козник површине 834 ha. Село Козник се налази испод истоимене планине и први пут помиње у повељи српског краља Стефана Милутина манастиру Хиландару на Светој гори. Крајем 18. века руски дипломата у Призрену затекао је у Кознику развалине невелике цркве ограђене зидинама, па се претпоставља да се ту налазио утврђени манастир који је служио као тамница за свештенике пале у немилост. У прилог овој претпоставци иде један запис у коме се помиње извесни монах Јоасаф који се нашао „у великој невољи, у тамници у Кознику, гладан и жедан и смрзнут“.

## Демографија
Насеље има албанску етничку већину.
Број становника на пописима:
- попис становништва 1948. године: 192
- попис становништва 1953. године: 192
- попис становништва 1961. године: 238
- попис становништва 1971. године: 272
- попис становништва 1981. године: 302
- попис становништва 1991. године: 362